# Leon Williams (basket-ball, 1991)
Pour les articles homonymes, voir Leon Williams (homonymie) et Williams.
Ne doit pas être confondu avec Leon Williams (basket-ball, 1986).
Leon Williams, né le 25 juillet 1991 à Amersfoort aux Pays-Bas, est un joueur néerlandais de basket-ball. Il évolue au poste de meneur.